# Phyllomimus ampullaceus
Phyllomimus ampullaceus är en insektsart som först beskrevs av Wilhem de Haan 1842.  Phyllomimus ampullaceus ingår i släktet Phyllomimus och familjen vårtbitare. Inga underarter finns listade i Catalogue of Life.